# 衣桁

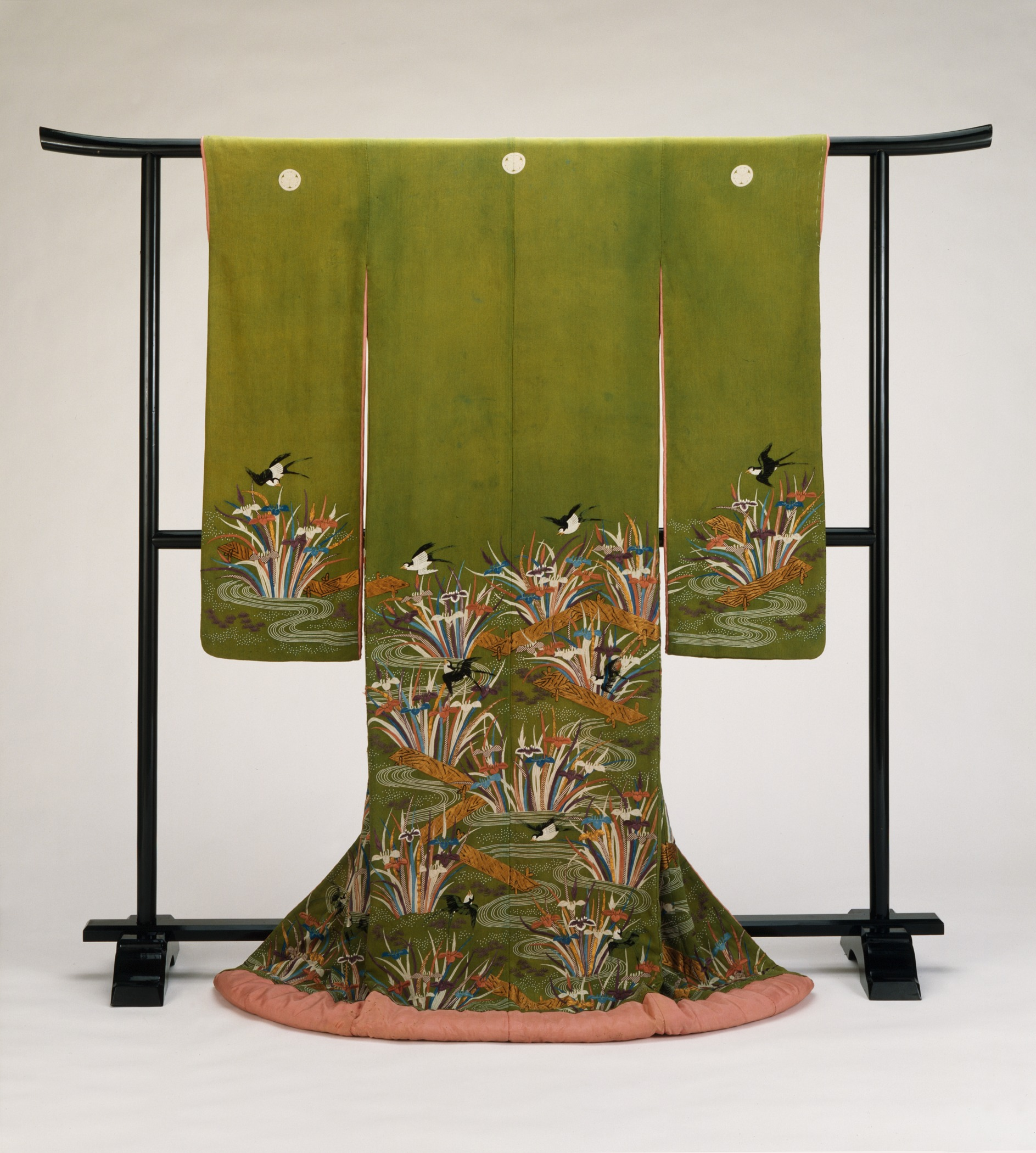
振袖が掛けられた衣桁（衝立式）

衣桁（いこう）とは、着物を掛けておくために用いる、鳥居のような形をした家具をいう。1枚の衝立式のものと、中央の蝶番で2枚に折りたたむ屏風式のもの（衣桁屏風）とがある。高さは2mほどで、和室の隅に置く。黒や朱の漆塗りのもの、また蒔絵を施したもの、帽子掛けが付けられたものもある。古くは「衣架（いか）」などと称した。
衣桁は室内装飾を兼ね、着物をかけて「衣桁飾り」とすることもあり、その様子は「誰が袖図屏風」の画題となっている。

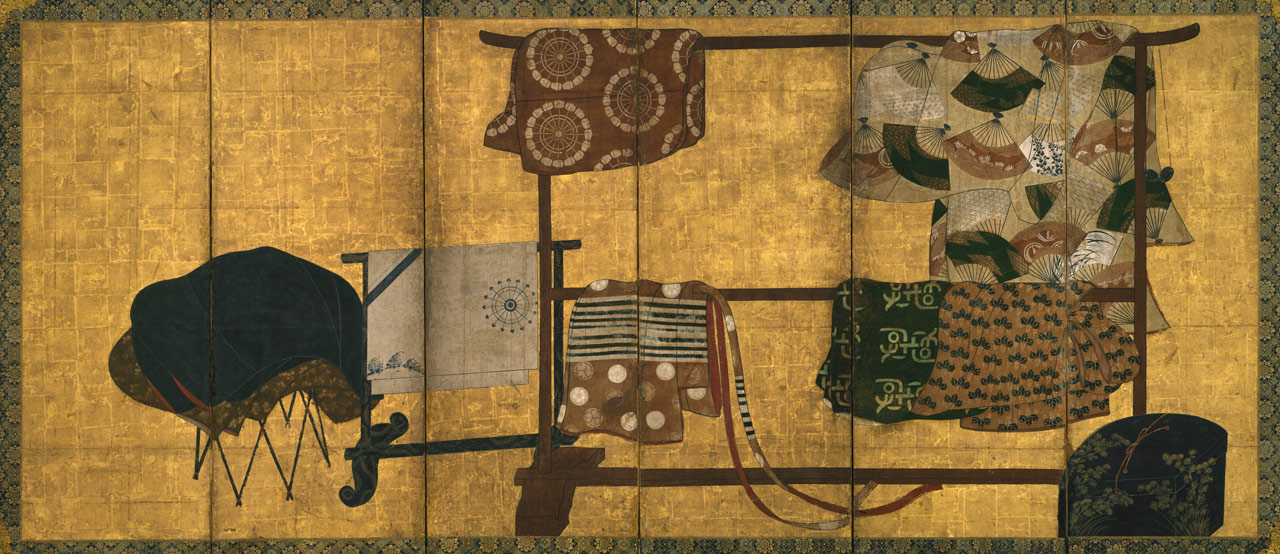
「誰が袖図屏風」（メトロポリタン美術館蔵）に描かれた衣桁

| - 衣桁（衝立式） - 衣桁（屏風式） - 蒔絵を施した衣桁 - 浮世絵に描かれた衣桁 |

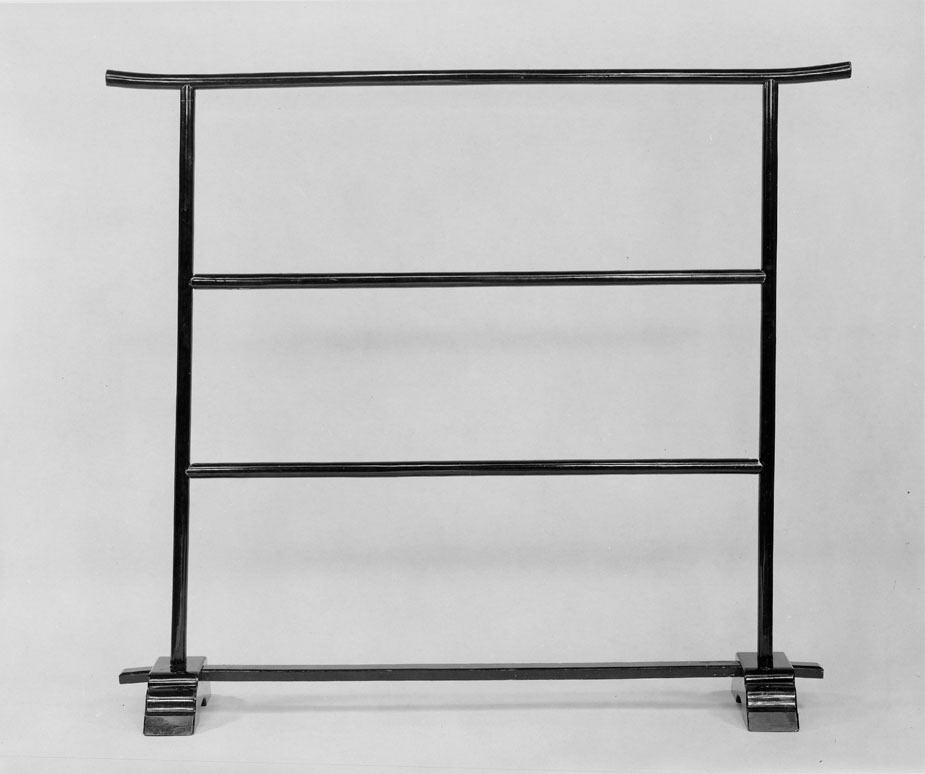
衣桁（衝立式）
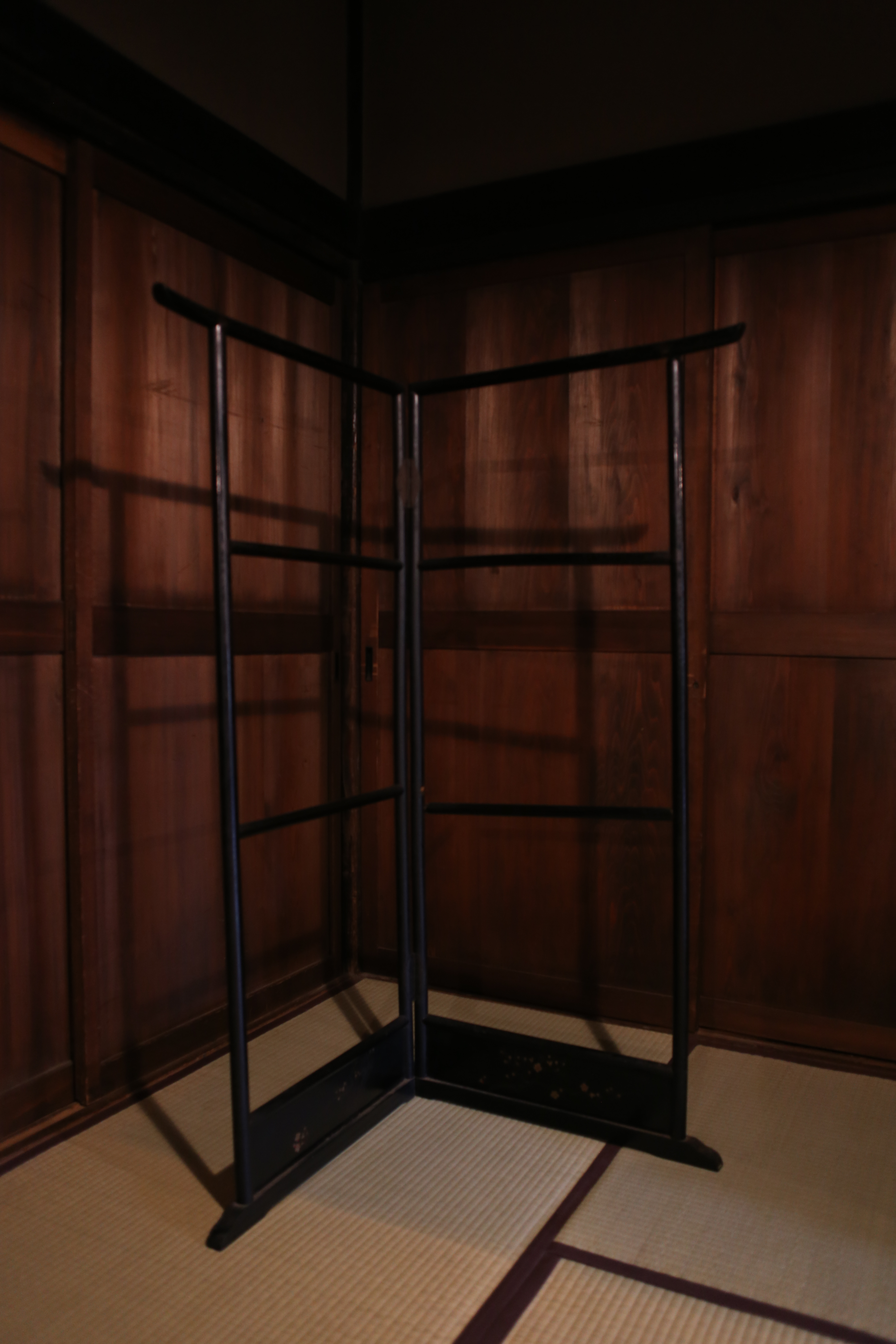
衣桁（屏風式）
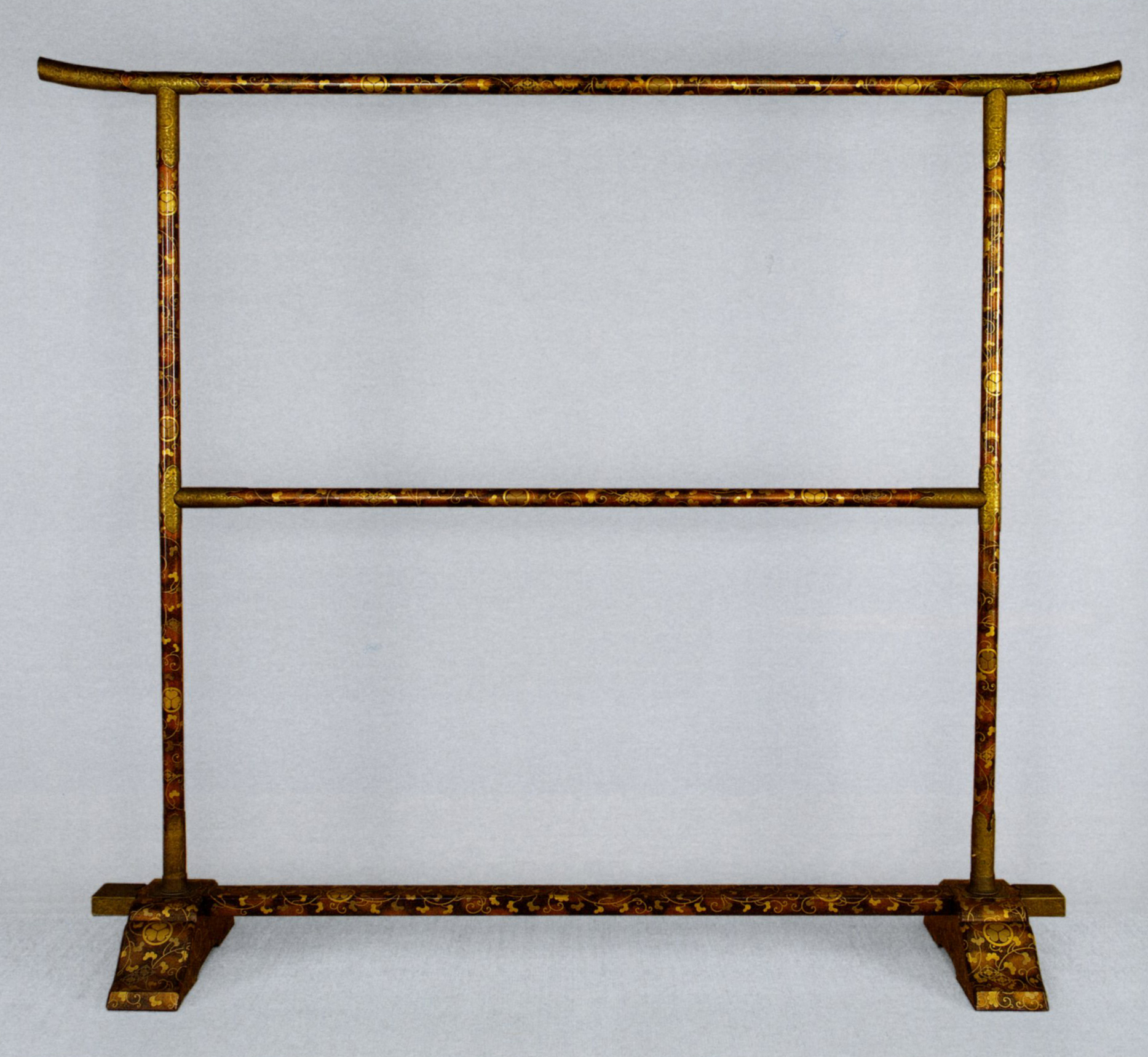
蒔絵を施した衣桁
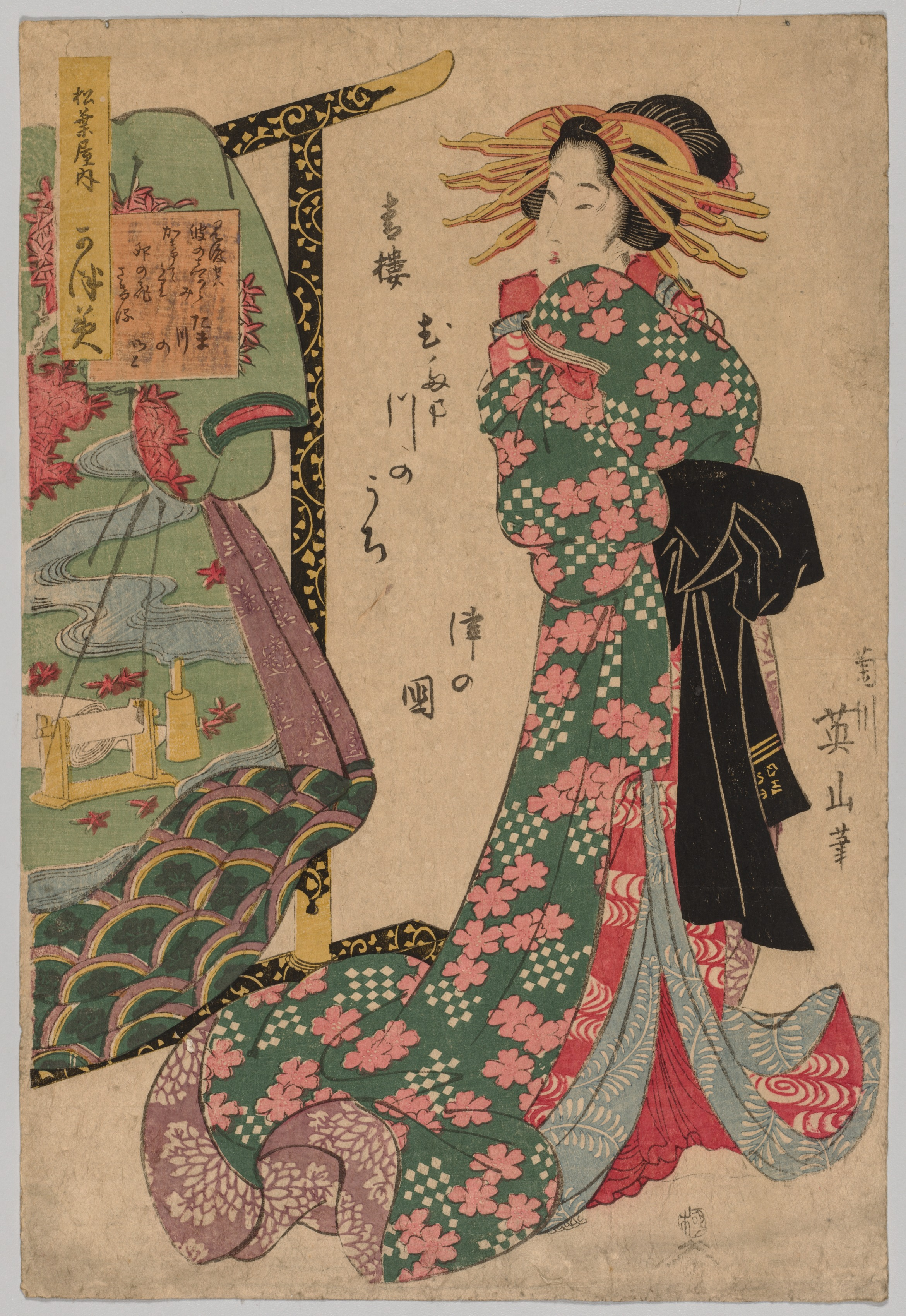
浮世絵に描かれた衣桁

福井県の嶺北地方では嫁入り道具とされ、そのなかでも衣桁は最初に家に運び入れるものとされていた。
一般家庭で使用される機会はとぼしくなり、「お見立て会」などと銘打ち、店舗その他で商品陳列のために、また博物館などで収蔵品の陳列のために利用されるのを目にするくらいになっている。